# Kazma Sports Club (pallacanestro)
Il Kazma Sports Club è una società di basket con sede nella città di Al Kuwait in Kuwait, fa parte della polisportiva del Kuwait Sports Club e compete nella massima categoria nazionale, la Kuwaiti Division I Basketball League.
Il colore sociale della squadra è l'arancione; le partite casalinghe vengono giocate presso il Shaikh Saad Alabdullah Sport Hall Complex di Al Kuwait, impianto che può ospitare fino a 5.000 spettatori.

## Storia
Fondato nel 1964 il club vince dopo appena tre anni il suo primo titolo nella Kuwaiti Division I Basketball League, grazie alla vittoria nell'edizione 1967-1968. La squadra vive tra gli anni ottanta e novanta una vera epoca d'oro, il Kazma si impone sulla scena nazionale del Kuwait vincendo 5 campionati in 7 edizioni, di cui tre consecutivi fra la stagione 1987-88 e quella 1989-90; ma è fuori dai confini nazionali che la squadra si divenne una delle migliori del continente asiatico in quegli anni: gli Ambasciatori vincono tre edizioni della Coppa dei Campioni del Golfo, la prima nel 1981 e le altre due consecutivamente nel 1989 e 1990, il club inoltre si classificò secondo nell'edizione 1990 della Arab Club Basketball Championship, ma soprattutto la squadra si classificò al terzo posto nella FIBA Asia Champions Cup due volte consecutivamente nel 1990 e 1991, diventando la prima squadra proveniente dal mondo arabo a terminare nei primi tre posti della massima competizione continentale.
Nella stagione 2022-2023, la squadra è stata una delle diciotto squadre che hanno preso parte alla prima edizione della  FIBA West Asia Super League, in virtù del secondo posto conquistato nella Kuwaiti Basketball League 2021-22;  il Kazma ha preso parte anche alla seconda edizione, nella stagione 2023-2024, avendo concluso nuovamente al secondo posto il campionato nella stagione 2022-23.

## Palmarès

### Titoli Nazionali
Kuwaiti Division I Basketball League
- Campioni (9): 1967-68, 1979-80, 1987-88, 1988-89, 1989-90, 1991-92, 1993-94, 1999-00, 2011-12

Kuwaiti Federation Cup
- Campioni (3): 1969, 1988, 2018

### Titoli internazionali
Gulf Basketball Clubs Championship
- Campioni (3): 1981, 1989, 1990

Arab Club Basketball Championship
- Finalista (1): 1990

FIBA Asia Champions Cup
- Terzo posto (2): 1990, 1991

## Organico

### Roster 2024-2025
Il roster per la stagione 2024-2025 
|    | Naz.                                   | Ruolo | Sportivo             | Anno | Alt. | Peso |  |
| -- | -------------------------------------- | ----- | -------------------- | ---- | ---- | ---- |  |
| 2  | Kuwait (bandiera)                      | G     | Abdulaziz Albaghdadi | 1998 | 176  | 70   |  |
| 3  | Kuwait (bandiera)                      | G     | Abdulaziz Rehan      | 1991 | 181  | 73   |  |
| 5  | Kuwait (bandiera)                      | PG    | Ahmad Albaloushi     | 1990 | 182  | 74   |  |
| 8  | Canada (bandiera) · Eritrea (bandiera) | G     | Johnny Berhanemeskel | 1992 | 188  | 79   |  |
| 9  | Kuwait (bandiera)                      | C     | Abdulaziz Faleh      | 1988 | 191  | 88   |  |
| 10 | Kuwait (bandiera)                      | G     | Khalifah Alomani     | 2004 | 188  | 83   |  |
| 12 | Kuwait (bandiera)                      | AP    | Abdulaziz Alhamidi   | 1987 | 191  | 89   |  |
| 14 | Giordania (bandiera)                   | AP    | Abdallah Younis      | 2001 | 192  | 93   |  |
| 15 | Kuwait (bandiera)                      | AG    | Abdulrahman Aljuma'h | 1987 | 190  | 93   |  |
| 25 | Stati Uniti (bandiera)                 | C     | JaJuan Johnson       | 1989 | 208  | 102  |  |
| 34 | Kuwait (bandiera)                      | AP    | Yousiff Borhamah     | 1995 | 190  | 86   |  |
| 77 | Kuwait (bandiera)                      | PG    | Hamad Alali          | 2000 | 178  | 75   |  |

### Staff tecnico
| Ruolo           | Nome           |
| --------------- | -------------- |
| Capo Allenatore | Igor Jovović   |
| Assistente      | Saad Aldhamer  |
| Assistente      | Khaled Alamiri |